# Ignace De Baerdemaeker

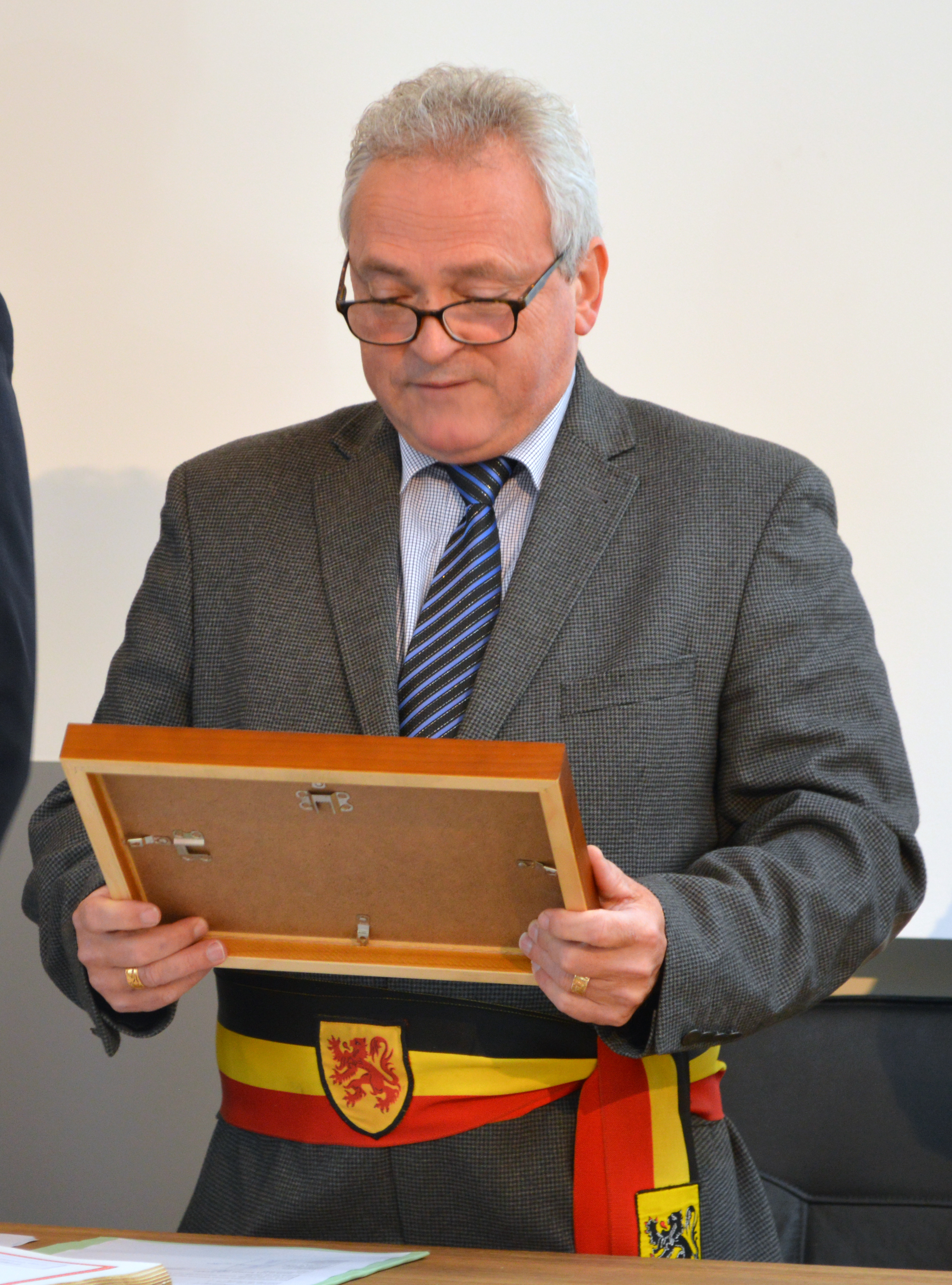
Ignace De Baerdemaeker als burgemeester in 2017.

Ignace De Baerdemaeker (23 juli 1955) is een Vlaams politicus voor Open Vld die van 2001 tot 2020 burgemeester was van de gemeente Laarne in Oost-Vlaanderen.

## Levensloop
Ignace De Baerdemaeker werd in 1955 geboren als enige zoon binnen een bloemistenfamilie. Na het overlijden van zijn vader nam hij op zeventienjarige leeftijd gedurende één jaar de leiding over van het familiebedrijf. Hij studeerde daarna Psychologie-Pedagogiek en was actief in jeugdverenigingen. Hij was in 1989 medeoprichter van jeugdtoneel Darmika.
De Baerdemaeker richtte in 1981 de politieke partij I.D. op. Een jaar later zetelde hij in de gemeenteraad van Laarne. In 1994 werd hij voor VLD verkozen en aangesteld als schepen met als bevoegdheden openbare werken, milieu en toerisme. Op 1 januari 2001 werd hij burgemeester van Laarne. Hij werd steeds herkozen, tot hij in 2020 de fakkel doorgaf aan partijgenoot Andy De Cock.